# ریخته‌گری تحت فشار در خلأ
ریخته‌گری تحت فشار در خلأ یک فرایند ریخته‌گری برای الاستومرها با استفاده از خلاء برای کشیدن مواد مایع به داخل قالب است. این فرایند زمانی استفاده می‌شود که گیر افتادن هوا مشکل‌ساز باشد، جزئیات یا برش‌های پیچیده‌ای وجود داشته باشد، یا اگر الیاف یا سیم تقویت‌شده باشد.
نقطه ضعف اصلی این فرایند قیمت بالای تجهیزات است.

## تعریف ریخته‌گری تحت فشار
درخلاءگازهای حبس شدهٔ داخل قالب منبع اصلی وجود روزنه در ریخته‌گری سنتی می‌باشد. در ریخته‌گری تحت فشار در خلاء می‌توان خلاء در حفره‌های قالب توسط سیستم رونده و لولهٔ پرتاب در طول فرایند شکل داد.
این فرایند بی عیب و نقص توانایی‌ها و مزایای ریخته‌گری سنتی را با حفظ منافع اقتصادی آن افزایش می‌دهد.
فرایندهای متعدد ریخته‌گری فلزی سیستم ریخته‌گری در خلاء را در تخلیهٔ گازهای ناخواسته کمک می‌رساند. این فرایندها شا مل ریخته‌گری در قالب‌های دائمی، ریخته‌گری بدون کف، ریخته‌گری در قالب گچی می‌باشد. تغییر تدریجی ریخته‌گری سنتی به صورت تحت فشار در خلاء همان پیشرفت در صنعت انسداد سوپاپ بوده‌است و فرایند ریخته‌گری تحت فشارقابل مقایسه با سایر فرایندها ی کامل ویکپارچه مانند ریخته‌گری تحت فشار و فلزسازی نیمه جامد است.
یکپارچگی و تکامل اجزاء ریخته‌گری تحت فشار در خلاء قابل قبول تر ازنوع  سنتی آن می‌باشد؛ و این به موجب سطوح کاهش یافته در روزن می‌باشد که از کاستن گازهای محبوس حاصل می‌شود.

## کنترل گازها در ریخته‌گری
روزن تخلیه گازها می‌تواند از منابع بسیاری همچون حبس گازها در طول ریخته‌گری، تجزیه روغن‌های تولیدی، و تکامل گازهای حل شده در آلیاژ مایع سرچشمه بگیرد. ریخته‌گری تحت فشار در خلاء انتقال گازها را از گودی قالب به جای حبس آن به وسیلهٔ یکی از این ۲ روش معمول انجام می‌دهد
در گودال ریخته‌گری هم هوا و هم گازهای فرآوری شده از تجزیه روغن هارا می‌توان از طریق فرایند ریخته‌گری تحت فشار جابه‌جا کرد.
در ریخته‌گری سنتی گازها از قالب ریخته‌گری بیرون کشیده می‌شوند درصورتی‌که میزان حجم گازی که باید از خود قالب بیرون کشیده شود بسیار بیشتر از گازهایی است که از گودی قالب بیرون کشیده می‌شود. همانند حجم پرتاب استوانه در سیستم رانر که خالی از فلز می‌شود.
زمانی که حجم گازی که در طول فرایند باید از قالب خارج شود با عملکرد ریخته‌گری سنتی مقایسه شود این نتیجه به دست می‌آید که تخلیه کامل گاز قبل از قالب‌گیری فلز امکان‌پذیر نیست. ریخته‌گری تحت فشار در خلاء فرایند بسیار بی عیب و یکپارچه‌ای است که دستگاه مکش کنترل شده‌ای را جهت استخراج گازها از گودی قالب و سیستم رانر در طول تزریق فلز مایع به کارمیگیرد. از این فرایند برای به حداقل رساندن حبس گازها در طول پرکردن قالب استفاده می‌شود و اگر این فرایند با حجم مناسبی عمل کند %۹۵ از حجم تمام گازهای موجود در گودی قالب را درmmHg ۷۵۰ تخلیه می‌کند.
تمام پارامترهای‌های موجود در ریخته‌گری تحت فشار در خلاء مطابق و همسان با پارامترهای موجود در ریخته‌گری سنتی می‌باشد و ایجاد خلاء در قالب ریخته‌گری سنتی را یاری می‌رساند. در طول فرایند، دستگاه مکش باید بر روی قالب‌ها قرار گرفته باشد و تا زمانی که ممکن است گازهارا از قالب بیرون بکشد و باید در طول قرار دادن دستگاه مکش بر روی قالب دقت و ظرافت زیادی بکار برده شود تا عمل انسداد سوپاپ بر روی قالب به خوبی انجام شود. همان‌طور که در شکل نشان داده شده این مکان‌یابی ممکن است عاقلانه نباشد. همانند ریخته‌گری سنتی، ریخته‌گری تحت فشار در خلاء روند تجزیه سیستم رانر را نشان می‌دهد.
اگر سوپاپ انسداد خلاء در دورترین نقطهٔ ممکن از ورودی نصب شود، ممکن است که منجر به عملکرد و بستن زود هنگام سوپاپ در طول فرایند بشود. ممکن است که جهت تشخیص مکان‌گذاری مناسب سوپاپ، مدل‌سازی کامپیوتری بکار گرفته شود.
زمان‌بندی در فرایند ریخته‌گری تحت فشار در خلاء بسیار حیاتی و مهم است. خلاءسازی باید بلافاصله بعد از این که پیستون حفرهٔ ریخته‌گری را بست صورت پذیرد. اگر خلاءسازی فضا قبل از اینکه حفرهٔ ریخته‌گری بسته شود صورت پذیرد هوای خارج دستگاه به داخل سیستم رانده می‌شود. اگر خلاءسازی بلافاصله بعد از بسته شدن حفرهٔ ریخته‌گری انجام نپذیرد ممکن است گازها در رأس امواج فلز مایع حبس شده و در طول لوله پرتابش غلط بزند. این پدیده در شکل ۲ به تصویر کشیده شده.

### تنظیم افت
در قالب همانند سایر فرایندهای ریخته‌گری، فشار بالای ستهم‌سازی فلز در طول جامدسازی فلز مایع به وجود می‌آید تا افت روزن را در طول فرایند به حداقل برساند. دریچه‌های کوچکی که در ریخته‌گری سنتی استفاده می‌شود به سرعت منجمد می‌شوند و دیواره‌ای را به وجود می‌آورند که از وارد شدن فشار به قالب ریخته‌گری جلوگیری می‌کند. ریخته‌گری تحت فشار با در نظر گرفتن جامدسازی افت روزن در مقایسه با ریخته‌گری سنتی منافع دیگری ندارد.

### اصول وقواعد بکارگیری تجهیزات در ریخته‌گری تحت فشار درخلاء
فرایند ریخته‌گری در خلاء همان سیستم قدیمی ریخته‌گیری را با افزودن سیستم تخلیه به کار می‌گیرد. این سیستم شامل پمپ تخلیه هوا، سیلندر انسداد خلاء، سیستم کنترل خلاء وقالب پراز هوا می‌باشد.
پمپ‌های تخلیه براساس و هماهنگ با حجم گازی که باید در طول ریخته‌گری از یک قالب خارج شود تنظیم شوند. برای کمک به این تنظیم تمام پمپ‌ها دارای خاصیت قوسی شکل می‌باشند که خروج هوا را با سطح خلاء مقایسه می‌کنند شکل۳

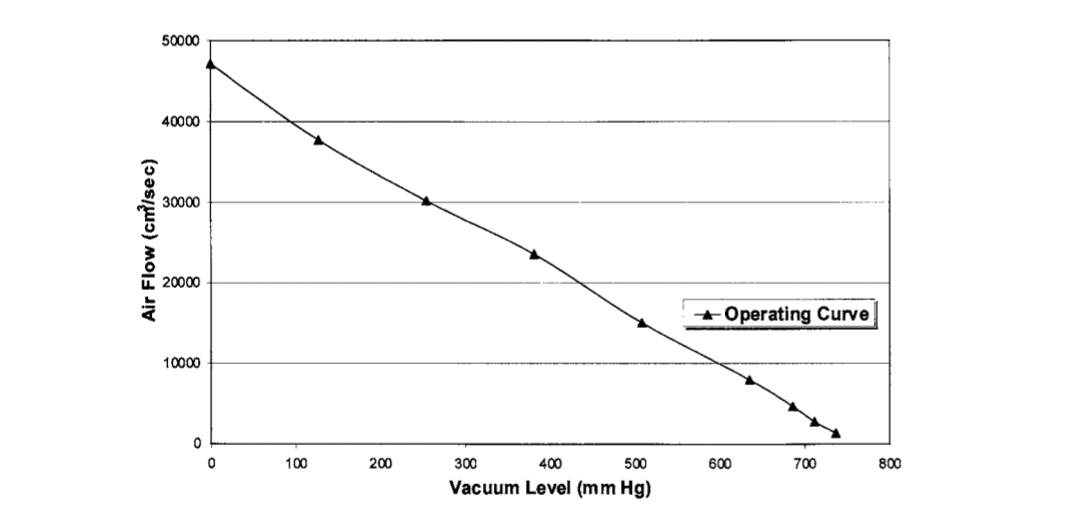
مثال منحنی پمپ تخلیه. شکل۳

پمپ‌های تخلیه باید توانایی ایجاد خلاء تا حداقل ۷۲۵mmHgجهت استفاده در ریخته‌گری در خلاء را داشته باشند. معمولاً از پره‌های دوار پمپ‌های تخلیه جهت ایجاد خلاء در ریخته‌گری استفاده می‌شودشکل۴
در حالی که سیلندر پمپ آرمیچر خارج از مرکزی است که خلاء را ایجاد می‌کند. هم‌زمان با چرخش آرمیچر گازها در بین پره‌های متعدد و دیواره‌های پمپ سیلندر، محبوس و کمپرس می‌شوند. گازهای کمپرس شده به سمت جعبه خروجی هدایت می‌شوند سپس این گازها از داخل الیمنت دفع بخار عبور می‌کنند تا بخار روغن از گازهای دفع شده جدا شده و در محیط رها نشود. پمپ‌های تخلیه متعددی در این سیستم وجود دارد شکل۵
اغلب این سیستم‌ها برای تسهیل رد مکان‌یابی در طول ریخته‌گری در خلاء قابلیت حمل را دارند.
در ریخته‌گری تحت فشار در خلاء، وجود سیلندر انسداد جهت جلوگیری از ورود فلز مایع به پمپ تخلیه ضروری می‌باشد و برای اتصال سیلندر انسداد خلاء با قالب‌های ریخته‌گری به یک «رانر» نیازمندیم. خروجی ای که «رانر» را به گودی قالب متصل می‌کند باید در حداقل فاصله با گودی قالب قرار گرفته باشد. سیلندر انسداد خلاء شامل دو مبحث متفاوت است:
1. ثابت
2. متحرک

### تعریف
سیلندر ثابت انسداد اجزای متحرک ندارد وجهت محافظت از خلاء از گرادیان حرارتی استفاده می‌کنند. بیشترین نوع رایج سیلندر ثابت دارای قطعهٔ خنک‌کنندهٔ موج دار می‌باشد شکل۶

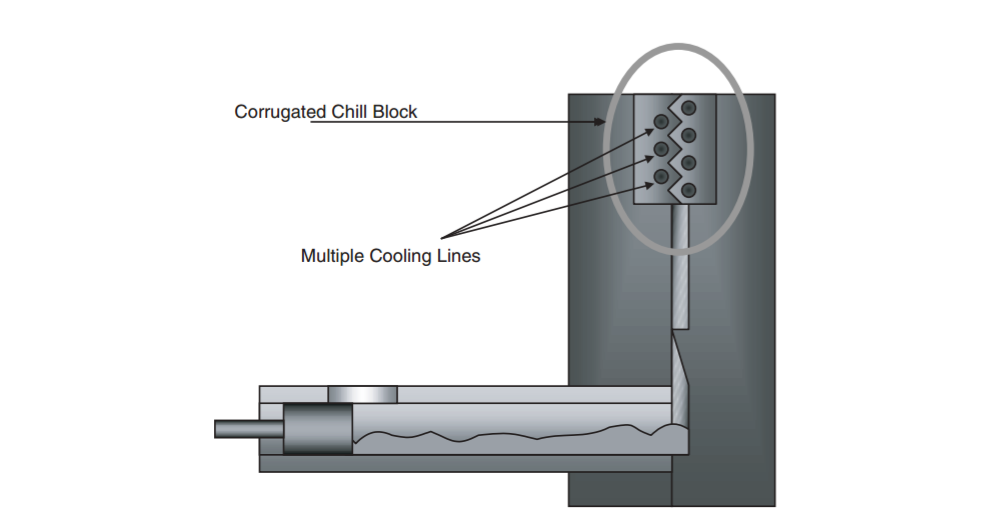
شکل۶. سیلندر ثابت

این سیلندرها اساساً تخلیه‌کننده‌های بزرگی هستند که توسط چند خط خنک‌کننده متصل به پمپ تخلیه خنک می‌شوند. با وجود اینکه ممکن است گازها به داخل این سیلندرها راه پیدا کنند، این خنکی باعث انجماد فلز مایع شده و قالب‌ها قبل از آنکه گازها به سیستم خلاء برسند پر می‌شود. استفاده از اشکال هندسی موج دار (کج و کوله) باعث می‌شود که فلز در مسیر تخلیه، جهت خود را چندین بار تغییر دهدواین عمل موجب می‌شود که از سرعت آن کاسته شده و عمل خنک‌کنندگی دستگاه بهتر و انجماد سریع تر صورت بگیرد و همین باعث حفظ پمپ تخلیه می‌شود.

### مزایا
این نوع از سیلندرها (ثابت) هزینه کمتری دارند و از آنجایی که قطعات ثابتی دارند حفظ و نگهداری آن‌ها آسان است. به علاوه پمپ تخلیه ممکن است در طول قالب‌گیری برای به حداکثر رساندن تخلیهٔ گازها تا آخرین لحظات عملیات درگیر باشند.

### معایب
سیلندرهای ثابت از نقایص و کاستی‌هایی هم برخوردارند باوجود اینکه حفظ این دستگاه‌ها ممکن است راحت باشد، اما حفاظت از دستگاه در طول تولید، خود مسئلهٔ مهمی است، سیلندر باید تمیز باقی بماند و نیز جرقه‌های به وجود آمده از بست خنک‌کننده می‌تواند تخلیهٔ گازرا به تأخیر بیندازد.
به علاوه، نوع خاصی از سیلندرهای ثابت عرضی معادل ۵تا۱۰سانتی‌متر و شکافی به اندازهٔ ۰/۵mmدارند و با وجود اینکه یک سیستم تخلیه می‌تواند قدرت مکش بالایی داشته باشد اما سیلندر ثابت خروجی نازکی مثل دهانه شیشه دارد که باعث خروج خفقان‌آور گاز از قالب می‌شود شکل۷
آزمایش‌های تجربی نشان داده‌است که یک تأخیر۰/۵ثانیه‌ای بین پمپ تخلیه و قالب ریخته‌گری هنگام استفاده از نوع سیلندر ثابت و خنک‌کنندهٔ سیلندرها وجود دارد.
سیلندرهای متحرک انسداد در برابر خروج هوا مقاومت کمتری از انواع ثابت آن دارند. طرح‌های متعددی از این سیلندرها که شامل سیلندرهای مکانیکی و سیلندرهای محرک طراحی و توسعه یافته‌است. سیلندرهای مکانیکی ساده‌ترین نوع سیلندرهای محرک هستند شکل۸
زمانی که حریره (قالب) بسته می‌شود سیلندر مکانیکی باز می‌شود و هنگامی که حفرهٔ ریخته‌گری به وسیلهٔ پیستون بسته می‌شود تخلیهٔ گودی قالب و سیستم رونده آغاز می‌شده و هم‌زمان با ریختن فلز مایع در قالب از فشار قالب برای بستن پیستون انسداد استفاده می‌شود. سیلندرهای مکانیکی در طول قالب‌گیری باز باقی می‌مانند و تنها بعد از اینکه فشار از پیش تنظیم شدهٔ قالب‌ها وارد شد بسته می‌شود.
از آن جایی که سیلندرهای فعال شده به کنترل‌های الکتریکی متصل می‌باشند بیشترین کنترل را بر روی قالب‌گیری تحت فشار دارند. سیلندرهای فعال شده یا الکتریکی هستند یا هیدرولیکی شکل۹
سیلندرهای الکترونیکی موقعیت پیستون را بررسی می‌کنند و زمانی که حفرهٔ ریخته‌گری با فشار پیستون بسته می‌شود سیستم کنترل الکترونیکی با رهاسازی سیلندرها مکشی را به قالب‌های ریخته‌گری وارد می‌کنند. سپس فلز وارد قالب شده و سیلندرها قبل ازرسیدن فلز به آن‌ها توسط کنترل‌کننده‌های الکترونیکی که برنامه‌ای از پیش تعیین شده دارند بسته می‌شود.
سیلندرهای در حال حرکت تا زمانی که فلز به آن‌ها نرسیده باز باقی می‌مانند و هنگامی که فلز به آن‌ها رسید بسته می‌شوند.
این نوع از سیلندرها بخش‌های میانی بزرگتری دارند که مقاومت کمتری در برابر خروج گازها از گودی قالب دارند. شکل ۱۰
(داده‌های آزمون‌های تجربی که نشان دهندهٔ عکسل العمل فشار در بکارگیری بست‌های سیلندر محرک) سیلندرهای الکترونیکی نوعاً در۸–۱۰ میکرو ثانیه بسته می‌شوند در صورتی‌که سیلندرهای هیدرولیکی واکنش آرامتری دارند و در ۱۲۰–۱۵۰ میکرو ثانیه بسته می‌شوند.

## کاربرد ریخته‌گری تحت فشار در خلاء
ریخته‌گری تحت فشار در خلاء که بر پایهٔ ریخته‌گری سنتی پایه‌گذاری شده با کم کردن تأثیر عوامل مختلف بر روی روزن عمل می‌کند. چرخهٔ زمانی و اقتصادی این نوع ریخته‌گری برابر با نوع سنتی آن است؛ و تنها عاملی که ریخته‌گری تحت فشار در خلاء را از نوع سنتی آن متمایز و برتر می‌کند، استفاده از قدرت خلاء می‌باشد. وهزینه‌های اضافی آن در مقایسه با یکپارچگی اجزای آن بسیار ناچیز است. در تبدیل ریخته‌گری سنتی به ریخته‌گری تحت فشار در خلاء باید منافع آن را جستجو کرد بدین معنی که اگر وجود روزن در هنگام تخلیهٔ گاز مشکل ساز باشد این نوع ریخته‌گری می‌تواند برعکس آن را ثابت کند. اگر افت روزن مشکل دیگری باشد در مقابل از یکپارچگی بالا در ریخته‌گری تحت فشار در خلاء می‌توان استفاده کرد.